# ジョランダ・バルシーナ
ジョランダ・バルシーナ・アングーロ（Yolanda Barcina Angulo, 1960年4月4日 - ）は、スペイン・ブルゴス県ブルゴス出身の大学教員・政治家（女性）。1999年から2011年までパンプローナ市長を務めた。2009年から2015年までナバーラ住民連合(UPN)党首を務め、2011年から2015年までナバーラ州首相（レンダカリ）を務めた。

## 経歴
母親はビスカヤ県出身の教師であるマリア・ドローレス・アングーロ、父親はブルゴス県ブルゴス出身の農業・実業家のホセ・バルシーナであり、1960年にジョランダ・マルシーナはブルゴスに生まれた（一人娘）。幼少時に一家でビスカヤ県ポルトゥガレテに移り、その後17歳の時にナバーラ県パンプローナに引っ越した。バルシーナはナバーラ大学で薬学を学び、1984年には執筆した論文が優秀な評価を得、博士号を取得している。
1988年バルセロナ自治大学の教員職（profesora titular）を得た。1990年にはバスク大学へ移り、そこで薬学部副学部長を務めた。1991年ナバーラ州立大学食品工学科に移り、1993年同大学の栄養学・栄養科学の正教授職（cátedra）となり、1995年から1996年の間学術事務手続き担当副学長を務め、現在同大学の社会評議会に参加している。
1996年にはナバーラ州政府のミゲル・サンス内閣で住宅・都市計画・環境大臣に就任。バルシーナはナバーラ州政府初の女性閣僚となった。1999年にはパンプローナ市長に当選し、やはり女性として初めて同職に就くと、2003年、2007年に再選されて2011年まで務めた。2003年にはナバーラ住民連合(UPN)の副党首に就任し、2009年にはサンスの後を継いで党首となった。2011年のナバーラ州議会選挙の結果により、ナバーラ州首相（レンダカリ）に就任。女性がナバーラ州首相となるのはナバーラ州創設後初のことだった。
2012年にはナバーラ銀行から高額な金銭を得ていたとするスキャンダル(英語版)に巻き込まれた。2011年に16回開催された常設委員会に出席し、1回2時間の常設委員会に出席することで計4,577ユーロを得ていたというものである。このスキャンダルが明るみに出た後、バルシーナはナバーラ州民に謝罪し、常設委員会の報酬を返金する意思を示した。なお、高額な報酬を得ていたバルシーナの行為について、スペイン最高裁判所は法的には無罪であるとしている。
2015年5月に行われたナバーラ州議会議員選挙では、ナバーラ住民連合が50議席中15議席を獲得して第1党となったものの、自治州首相指名投票では第2党のゲロア・バイ、第3党のエウスカル・エリア・ビルドゥ、第4党のポデーモスなどが協力して過半数の26票を確保し、ウシュエ・バルコス（ゲロア・バイ）を指名。17票に留まったバルシーナは自治州首相の座を退任した。ナバーラ住民連合党首の任期を2017年まで残していたが、バルシーナは2015年8月27日に辞任を表明し、ナバーラ州立大学の教員に復職した。9月27日にはハビエル・エスパルサが後任の党首に就任している。

## 政策
バルシーナはバスク民族主義政党に対して妥協せず、また環境問題では厳格な立場を取っている。イトイス貯水池、高速鉄道、ピレネー山脈横断道路の建設のように、論争を呼ぶ土木計画を好む。これらの理由で、トゥールーズで行われた会議で顔にパイを投げつけられたことがある。2001年にはサン・フェルミン祭のエンシエロ（牛追い）について、動物愛護の点から開催反対の立場に立つ女優のペネロペ・クルスとディベートを行った。